# Franz Schimmelpfennig von der Oye
Franz Schimmelpfennig von der Oye (ur. w XVIII w., zm. w XIX w.) – prezydent Warszawy.

## Życiorys
Wywodził się ze starej szlacheckiej rodziny niderlandzkiej, której jedna gałąź osiadła w Prusach. Od 1795 do 1796 organizował dostawy prowiantu dla pruskiej armii nad Wisłą.
W okresie 25 lipca 1796 – 23 kwietnia 1799 był prezydentem Warszawy – pierwszym w zaborze pruskim.
W latach 1796–1797 nosił tytuł i piastował godność tajnego radcy wojennego i prezydenta Policji oraz Magistratu Warszawy.